# Wilfried Lankenau
Wilfried Lankenau (* 1949) ist ein deutscher Handballspieler. 
Lankenau spielte in zunächst beim Bremer Verein TV Mahndorf und galt bereits im Mai 1968 als Achtzehnjähriger in der Herrenmannschaft als erfolgreichster Stürmer seines Vereins.
1971 wechselte er von Mahndorf zum TV Grambke-Bremen und stieg mit ihm 1972 in die Handball-Bundesliga auf. Er spielte auch in der deutschen Nationalmannschaft. 
1977, als Grambke als Bundesliga-Absteiger feststand, ging er zurück zu seinem Heimatverein in Mahndorf, der inzwischen ein Teil der SG Bremen-Ost geworden war. Dort war er bis mindestens 2016 als Co-Trainer tätig. Nach ihm wurde dort der Wilfried-Lankenau-Cup benannt.